# Scotch woodcock
Lo scotch woodcock è un piatto britannico composto da uova strapazzate servite su pane tostato con acciughe o pasta d'acciughe Gentleman's Relish e talvolta guarnito con erbe tritate e pepe nero. Viene spesso servito come antipasto ma può anche essere consumato come spuntino.

## Storia
Lo scotch woodcock è una ricetta di origini antiche e sconosciute. In età vittoriana, lo scotch woodcock divenne molto popolare fra i nobili della Camera dei Comuni dove veniva servito come piatto finale di un pasto da sei portate fino al 1949. La tartina era preparata presso i college dell'Università di Cambridge e di Oxford.